# رز (فیلم ۲۰۱۱)
رُز (انگلیسی: Rose) فیلمی لهستانی در ژانر درام و جنگی به کارگردانی وویچیخ اسماژوفسکی است که در سال ۲۰۱۱ منتشر شد.